# Salvador Espriu
Salvador Espriu i Castelló (Santa Coloma de Farnés, 10 de julio de 1913-Barcelona, 22 de febrero de 1985) fue un poeta, dramaturgo y novelista español que escribía principalmente en lengua catalana.

## Biografía
Aunque sus padres eran de la localidad de Arenys de Mar, Salvador Espriu nació en la localidad gerundense de Santa Coloma de Farnés.
Estudió Derecho e Historia Antigua en la Universidad de Barcelona, licenciándose en 1935; allí conoció al poeta Bartomeu Rosselló-Pòrcel; ambos participaron en el célebre crucero universitario por el Mediterráneo de 1933. En 1936 se preparó para estudiar lenguas clásicas y egiptología, proyectos que truncó la guerra civil.

Al iniciarse la guerra civil, yo me sentía republicano y partidario del concepto de una España federal. Por tanto, no deseaba entonces, ni deseo ahora, el enfrentamiento sino la concordia. Sufrí mucho, espiritualmente, porque sufrí por ambos bandos.

En 1938 murió de tuberculosis su amigo Bartomeu Rosselló-Pòrcel. Acabada la guerra, la Universidad Autónoma fue suprimida y se la sustituyó por la oficial. Trabajó durante veinte años como ayudante en una notaría. Su vida transcurría entre Barcelona y Arenys de Mar, lugar de origen de su familia y «patria chica» del poeta. 

En 1966 los estudiantes celebraron una reunión en el convento de los capuchinos de Sarrià en Barcelona, a la que invitaron a diversos intelectuales, entre ellos a Espriu, que fue detenido y multado.

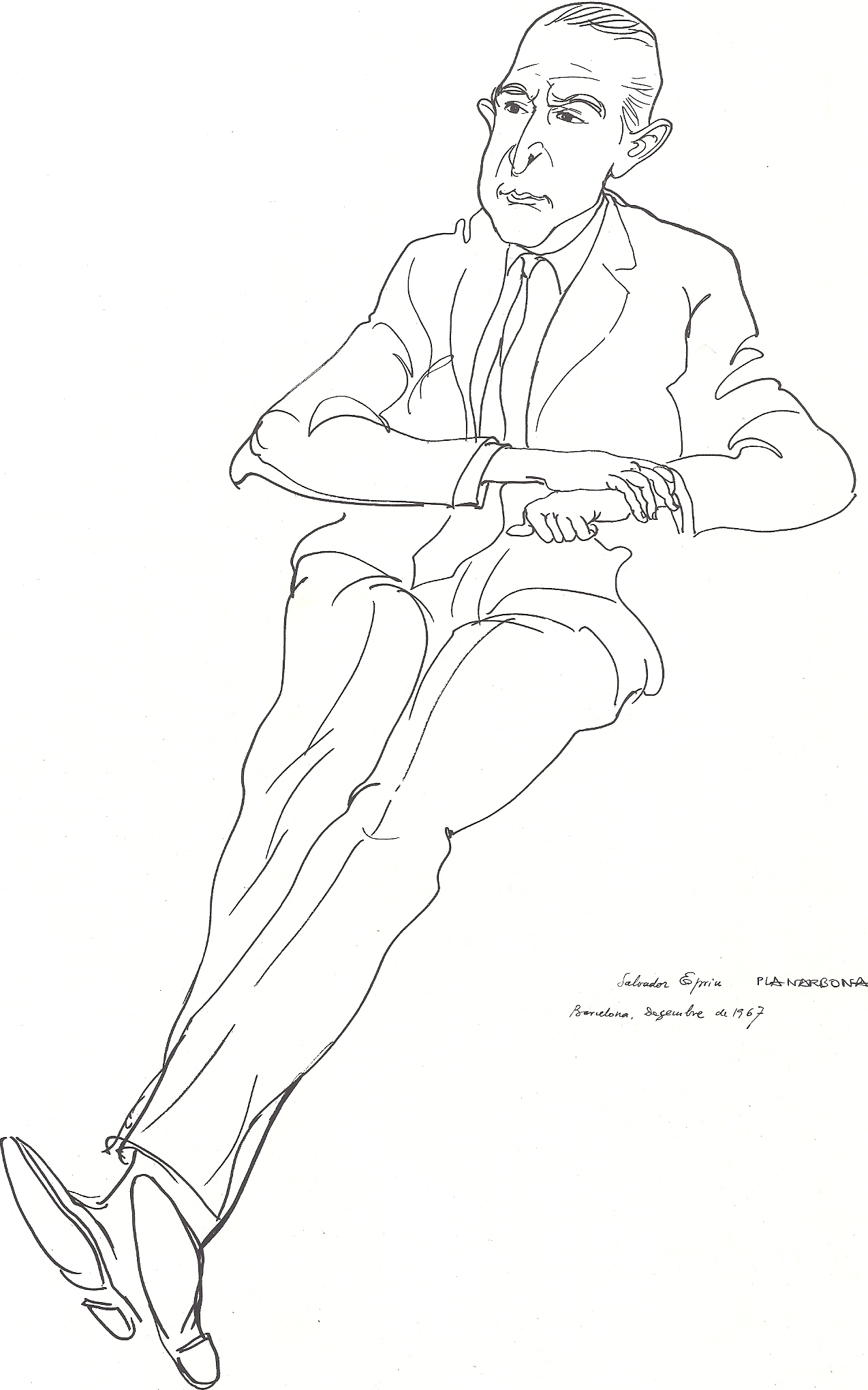
Retrato del autor, por Josep Pla-Narbona

Fue uno de los cuatro primeros miembros fundadores de la Asociación de Escritores en Lengua Catalana.
Falleció el 22 de febrero de 1985 y fue enterrado en el cementerio de Sinera en Arenys de Mar.

## Importancia de su obra

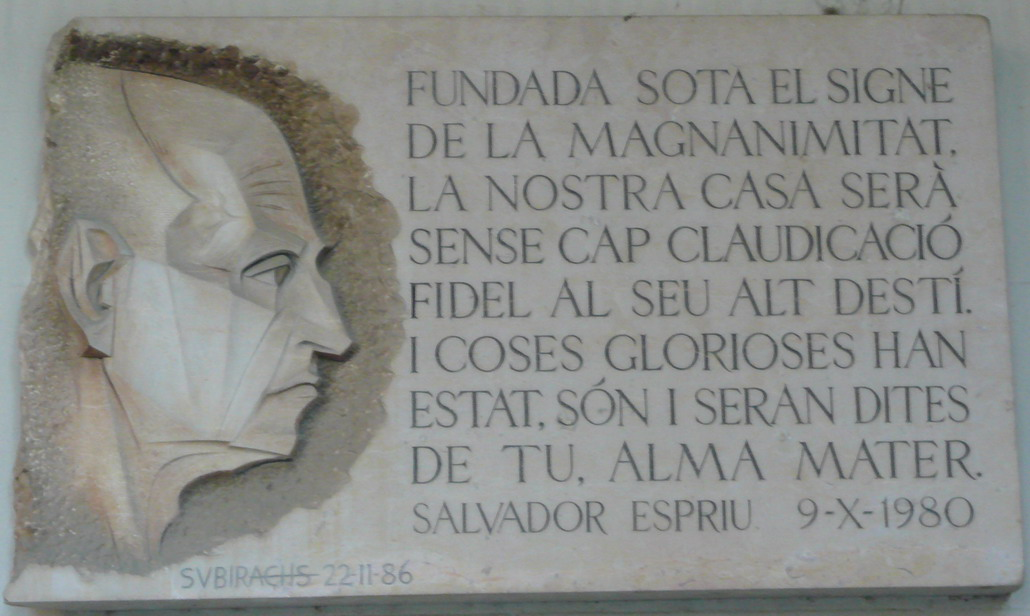
Placa de homenaje a Espriu, obra de Josep Maria Subirachs, en la Universidad de Barcelona

José María Castellet destaca la capacidad de la obra de Espriu para asimilar culturalmente la herencia mítica de la humanidad: el Libro de los muertos del antiguo Egipto, la Biblia y la mitología griega. Y clasifica las formas en que se organiza la variedad literaria de la obra de Espriu en: la lírica, la elegíaca, la satírica y la didáctica.
Renovó, junto a José Pla y José María de Sagarra, la prosa catalana.
La producción literaria de Espriu es extensa pero destacan tres obras: El cementerio de Sinera, Primera historia de Esther y La piel de toro (La pell de brau), probablemente su obra más conocida, en la que desarrolla en forma de poemario alegórico la visión crítica de la problemática histórica, moral y social de la España de posguerra. Su poesía de posguerra destaca por lo hermético y simbólico. En los escritos de esta época intentaba plasmar un estado de ánimo dominado por la tristeza del mundo que le rodeaba, por el recuerdo todavía presente de la muerte y de la devastación ocasionados por la guerra.

## Geografía mítica de Espriu
- Sinera: (anagrama de Arenys de Mar)
- Lavínia: (Barcelona, generalmente de forma satírica)
- Alfaranja: (Cataluña)
- Konilòsia: (España, generalmente de forma satírica)
- Sefarad: (España, en especial cuando se refiere a ella en relación con asuntos que considera serios, aunque el término hace referencia igualmente a toda la península ibérica)[2]

## Obras
- 1929: Israel, su primer libro, escrito en castellano
- 1931: El Dr. Rip
- 1932: Laia
- 1934: Aspectes
- 1935
  - Ariadna al laberint grotesc (Ariadna en el laberinto grotesco)
  - Miratge a Citerea (Espejismo en Citerea)
- 1938
  - Letízia
  - Fedra
  - Petites proses blanques
- 1939: Antígona (publicada en 1955)[3][4]
- 1943: Historia antigua en colaboración con Enrie Bagué
- 1946: Cementiri de Sinera
- 1948: Primera història d´Esther (Primera historia de Esther)
- 1949: Les cançons d´Ariadna (Las canciones de Ariadna)
- 1951
  - Mariàngela l´herbolària (Mari Ángela la herbolaria)
  - Tresoreres
- 1952
  - Anys d´aprenentatge
  - Les hores
  - Mrs Death
- 1954: El caminant i el mur (El caminante y el muro)
- 1955
  - Final del laberint
  - Les hores
- 1957: Evocació de Rosselló-Pòrcel i altres notes
- 1960
  - La pell de brau (La piel de toro)
  - Sota la fredor parada d´aquests ulls (Bajo la quieta frialdad de estos ojos)
- 1963
  - Obra poètica. Antología de sus poemas
  - Llibre de Sinera (Libro de Sinera)
- 1967: Per al llibre de Salms d´aquests vells cecs (Para el libro de salmos de estos viejos ciegos)
- 1968: Aproximació, tal vegada el·líptica, a l´art de Pla Narbona
- 1969: Tarot per a algun titella del teatre d´Alfanja (Tarot para algún títere del teatro de Alfaranja)
- 1978: Una altra Fedra, si us plau
- 1980: D'una vella i encerclada terra algunos poemas serán incorporados a Per a la bona gent
- 1981: Les roques i el mar, el blau
- 1984: Per a la bona gent

## Premios
- En 1956 recibió el Premio Letra de Oro en su primera edición por la obra Final del laberint
- En 1971 recibió el Premio Montaigne.
- Candidato al Premio Nobel de Literatura en 1971 y en 1983.
- Premio de Honor de las Letras Catalanas (1972).[5]
- En 1980 recibió la Medalla de Oro de la Generalidad de Cataluña.
- Medalla de Oro de la Ciudad de Barcelona (1982).
- Doctor honoris causa por la Universidad de Barcelona (1980).
- Doctor honoris causa por la Universidad de Toulouse.
- En 1982 le fue concedida la Cruz de Alfonso X el Sabio, que rechazó.